# Премія «Еммі» за найкращу чоловічу роль у мінісеріалі або серіалі-антології, або телефільмі
Це список лауреатів і номінантів на премію «Еммі» за найкращу чоловічу роль у мінісеріалі або серіалі-антології, або телефільмі.

## Лауреати й номінанти

### 2020-ті
| Рік          | Номінант            | Роль                     | Серіал                                     | Телеканал        |
| 2020 (72-га) | Марк Руффало        | Домінік і Томас Бьордсей | Я знаю, що це правда                       | HBO              |
| 2020 (72-га) | Джеремі Айронс      | Едріан Вейдт / Озимандія | Вартові                                    | HBO              |
| 2020 (72-га) | Г'ю Джекман         | Френк Тессон             | Вартові                                    | HBO              |
| 2020 (72-га) | Пол Беттані         | Віжен                    | ВандаВіжен                                 | HBO              |
| 2020 (72-га) | Г'ю Ґрант           | Джонатан Фрейзер         | Знищення                                   | HBO              |
| 2021 (73-тя) | Юен Мак-Грегор      | Рой Голстон              | Голстон                                    | Netflix          |
| 2021 (73-тя) | Лін-Мануель Міранда | Александер Гамільтон     | Гамільтон                                  | Disney+          |
| 2021 (73-тя) | Леслі Одом-молодший | Аарон Берр               | Гамільтон                                  | Disney+          |
| 2021 (73-тя) | Пол Беттані         | Віжен                    | ВандаВіжен                                 | Disney+          |
| 2021 (73-тя) | Г'ю Ґрант           | Джонатан Фрейзер         | Знищення                                   | HBO              |
| 2022 (74-та) | Майкл Кітон         | доктор Семюель Фіннікс   | Наркота                                    | HBO Max          |
| 2022 (74-та) | Колін Ферт          | Майкл Петерсон           | Сходи                                      | HBO              |
| 2022 (74-та) | Ендрю Гарфілд       | детектив Джеб Пайр       | Під прапором небес                         | Hulu             |
| 2022 (74-та) | Оскар Айзек         | Джонатан Леві            | Сцени з подружнього життя                  | Hulu             |
| 2022 (74-та) | Хімеш Патель        | Джіван Чаудхарі          | Станція одинадцять                         | HBO Max          |
| 2022 (74-та) | Себастіан Стен      | Томмі Лі                 | Пем і Томмі                                | Hulu             |
| 2023 (75-та) | Тарон Еджертон      | Джиммі Кін               | Чорний птах                                | Apple TV+        |
| 2023 (75-та) | Кумейл Нанджіані    | Сомен Банерджі           | Ласкаво просимо до Чиппендейлзу            | Hulu             |
| 2023 (75-та) | Еван Пітерс         | Джеффрі Дамер            | Дамер – Чудовисько: Історія Джеффрі Дамера | Netflix          |
| 2023 (75-та) | Деніел Редкліф      | «Дивний Ел» Янковик      | Дивний: Історія Ела Янковича               | The Roku Channel |
| 2023 (75-та) | Майкл Шеннон        | Джордж Джонс             | Джордж і Теммі                             | Showtime         |
| 2023 (75-та) | Стівен Йон          | Денні Чо                 | Сварка                                     | Netflix          |